# 汐留橋

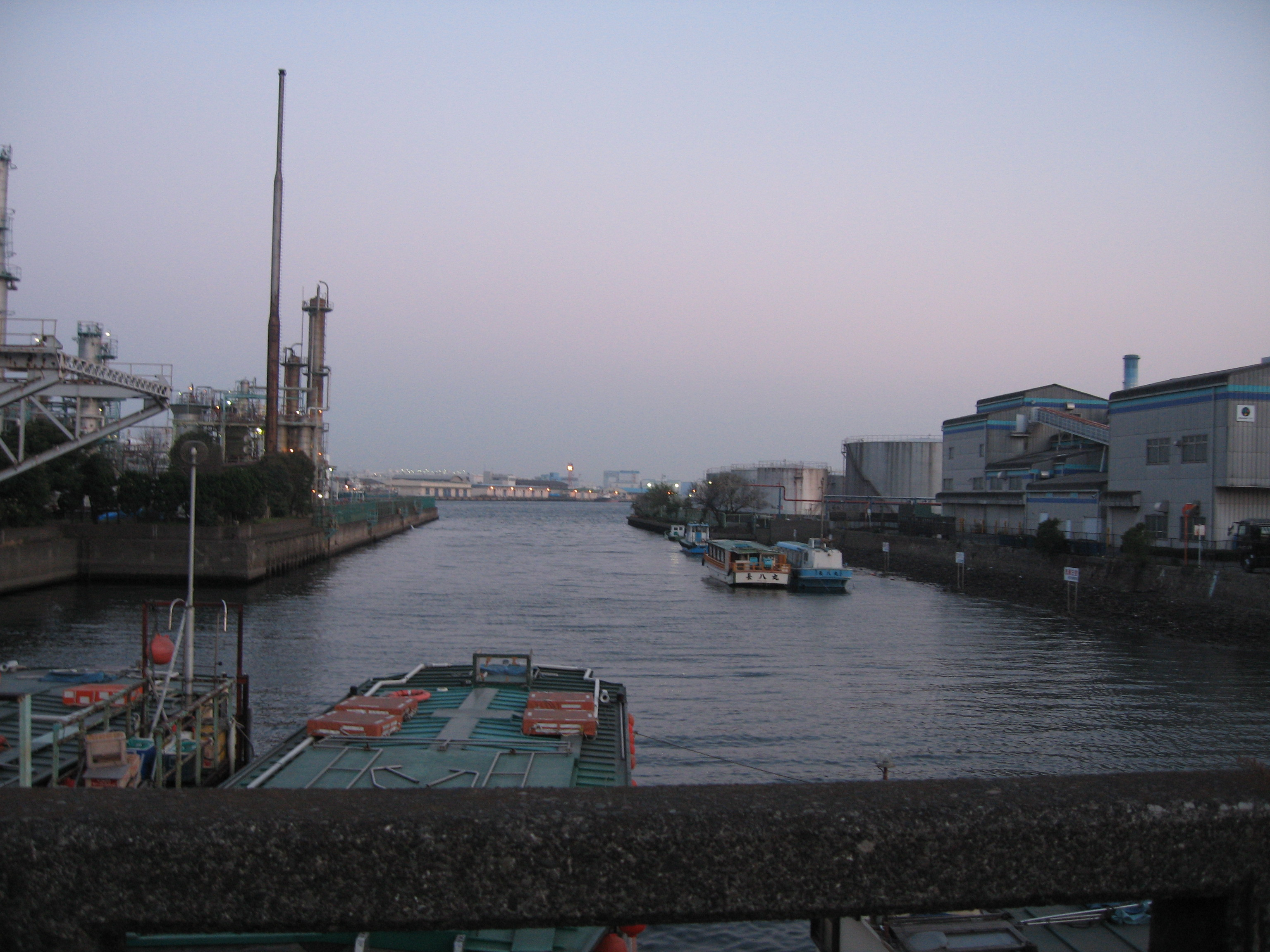
汐留橋から夜光運河を臨む。2007年3月29日撮影。

汐留橋（しおどめばし）は、神奈川県川崎市川崎区の夜光運河にかかる橋である。

## 概要
- 竣工 - 1965年（昭和40年）7月

夜光運河の終点であり、その名の通り「潮（汐）」が「留められる」橋である。汐留橋のすぐ近くには、屋形船が停泊している。

## 交通
- 過去に、川崎市電が塩留橋という駅を置いていた。

## 補足
この橋は夜光運河の上を通っているが、橋に刻まれたプレートには「夜光水路」とある。
座標: 北緯35度31分15.5秒 東経139度44分37秒 / 北緯35.520972度 東経139.74361度